# Кашмор, Михаил
Михаил Кашмор (англ. Michael Cashmore; 7 марта 1815, Лондон — 17 октября 1886, Мельбурн) — австралийский общественный деятель, предприниматель. Первый еврейский колонист Мельбурна штата Виктория (Австралия).

## Биография
Родился в Англии. В 1836 году эмигрировал в Новый Южный Уэльс. Прибыл в Мельбурн в 1838 году. Занялся галантерейным бизнесом.
В 1841 году стал первым президентом Еврейского конгрегационного общества (Melbourne Hebrew Congregation) и одним из казначеев синагоги на Bourk street в Мельбурне.
В 1855 году был членом комитета по созданию еврейской семинарии. Президент Еврейского общества взаимопомощи. Работал директором и основным акционером Мельбурнской газовой и коксохимической компании. Также был промоутером и директором Национального банка Австралии.
Популярный общественный деятель, был избран членом муниципалитета, став первым евреем на этом посту. Он был также первым евреем, получившим в Австралии должность мирового судьи и первым евреем назначенным магистратом полиции.
Отец восьми детей.